# Доллерен
Доллере́н (фр. Dolleren) — коммуна на северо-востоке Франции в регионе Гранд-Эст (бывший Эльзас — Шампань — Арденны — Лотарингия), департамент Верхний Рейн, округ Тан — Гебвиллер, кантон Мазво. До марта 2015 года коммуна административно входила в состав кантона Мазво (округ Тан).
Площадь коммуны — 8,37 км², население — 420 человек (2006) с тенденцией к росту: 457 человек (2012), плотность населения — 54,6 чел/км².

## Население
Численность населения коммуны в 2011 году составляла 454 человека, а в 2012 году — 457 человек.
| 1962 | 1968 | 1975 | 1982 | 1990 | 1999 | 2006 | 2008 | 2011 | 2012 |
| ---- | ---- | ---- | ---- | ---- | ---- | ---- | ---- | ---- | ---- |
| 448  | 390  | 378  | 345  | 343  | 397  | 420  | 426  | 454  | 457  |

Динамика населения:

## Экономика
В 2010 году из 302 человек трудоспособного возраста (от 15 до 64 лет) 222 были экономически активными, 80 — неактивными (показатель активности 73,5 %, в 1999 году — 73,6 %). Из 222 активных трудоспособных жителей работали 213 человек (121 мужчина и 92 женщины), 9 числились безработными (трое мужчин и 6 женщин). Среди 80 трудоспособных неактивных граждан 24 были учениками либо студентами, 28 — пенсионерами, а ещё 28 — были неактивны в силу других причин.
На протяжении 2011 года в коммуне числилось 176 облагаемых налогом домохозяйств, в которых проживало 446 человек. При этом медиана доходов составила 19953 евро на одного налогоплательщика.

## Достопримечательности (фотогалерея)

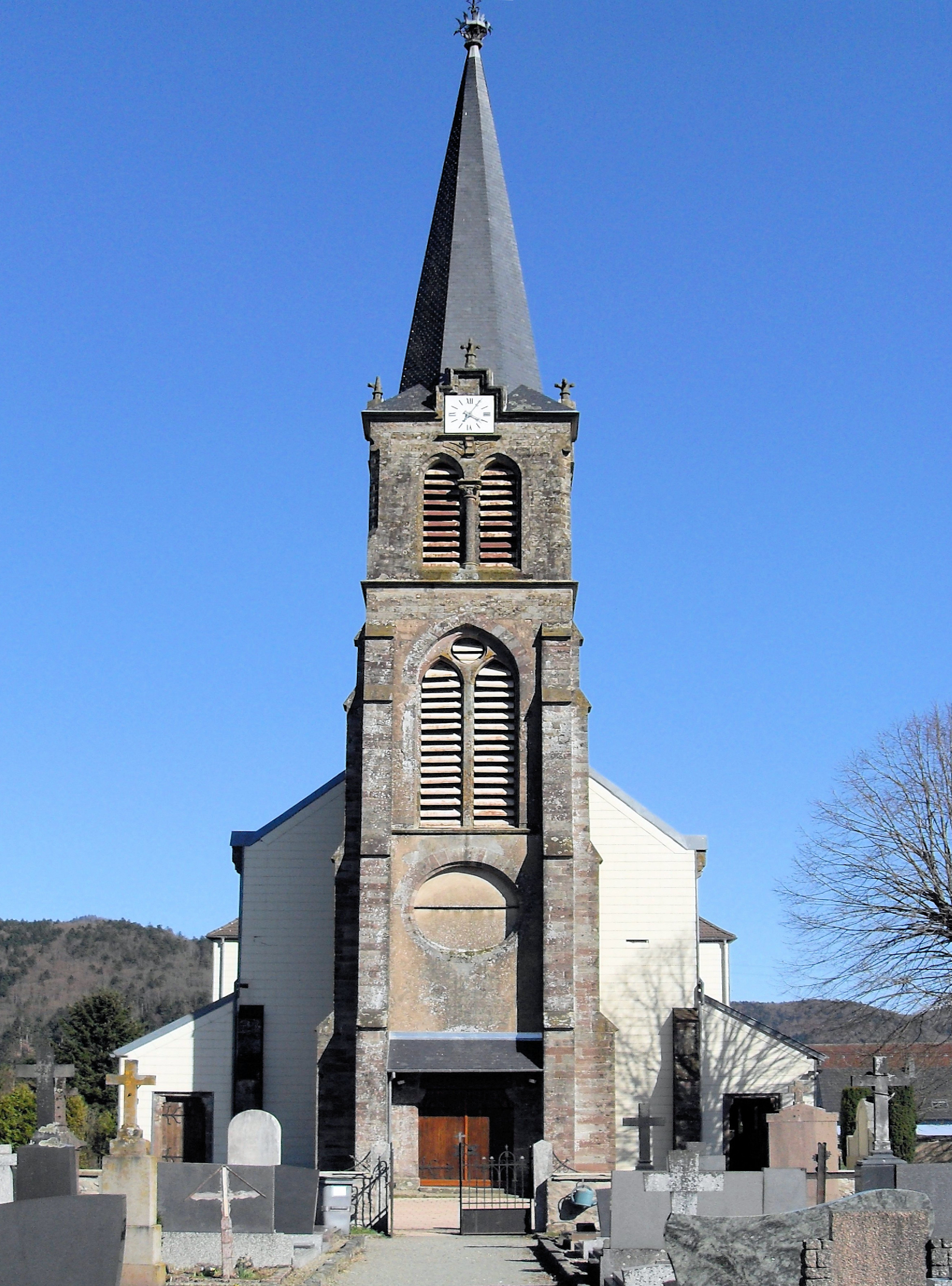
Церковь
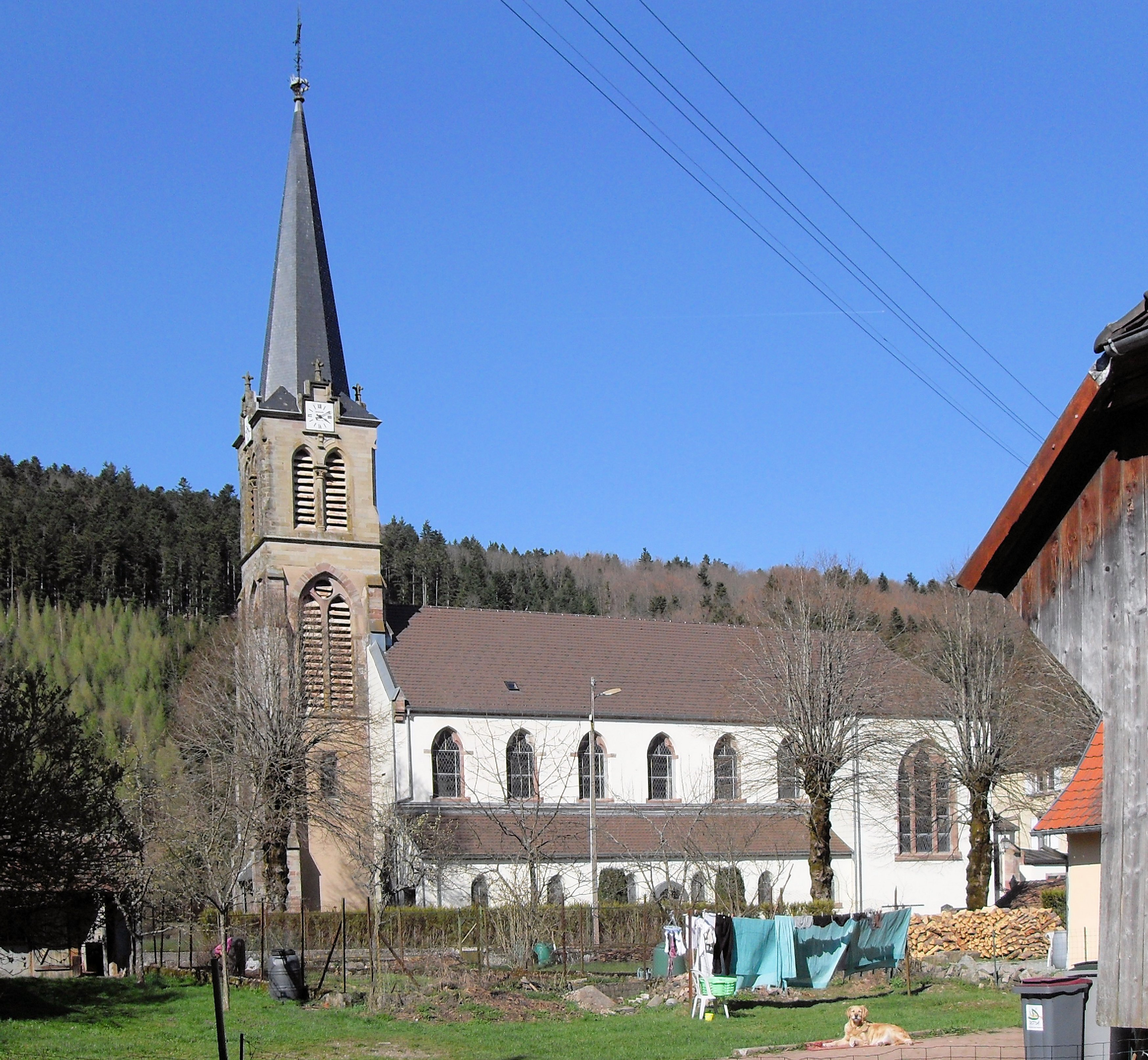
Церковь (южная сторона)
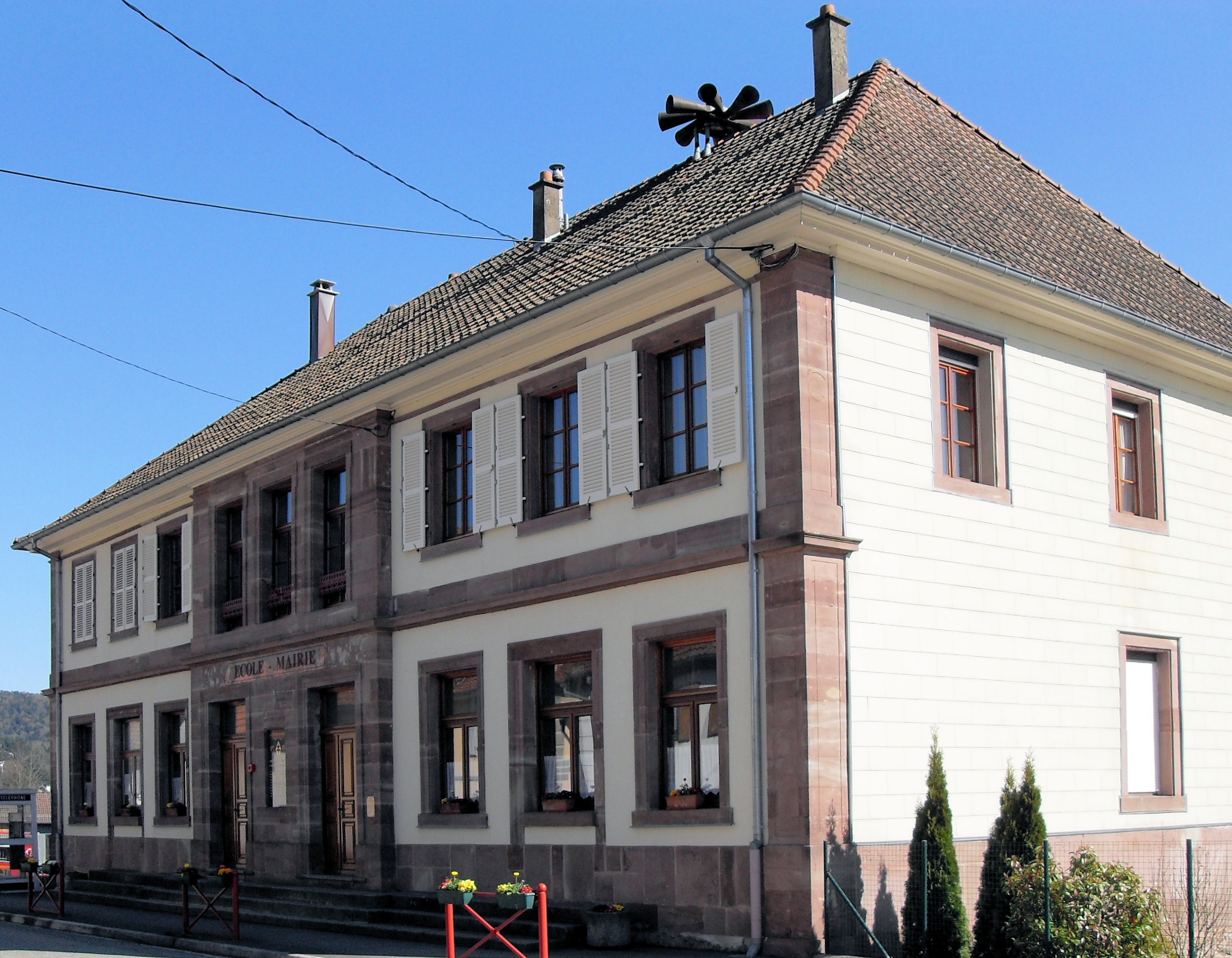
Здание мэрии